# スントゥル駅 (マレー鉄道)
スントゥル駅 （スントゥルえき、マレー語:Stesen Sentul）はマレーシアのクアラ・ルンプールスントゥルにある、マレー鉄道の駅である。
当駅に乗り入れている路線は、線路名称上はバトゥ・ケーブス支線であるが、運転系統上はスレンバン線として案内される。

## 概要
KTMコミューターのスレンバン線の電車が停車する。
マレー鉄道のスントゥル工場 (Sentul MPD Workshop)が西側に隣接している。また北側には、スントゥル電車庫 (Sentul EMU Store) とスントゥル電車工場 (Sentul EMU Workshop) がある。

## 歴史
- 1905年11月1日 - 駅開業。（バトゥ・ロード～バトゥ・ケーブス間の開業による。）
- 1995年8月28日 - KTMコミューター スントゥル～シャー・アラム間運行開始。
- 2010年7月29日 - KTMコミューター バトゥ・ケーブス～スントゥル間延伸運行開始。

## 駅構造
島式ホーム1面2線と単式ホーム1面1線の合計2面3線をもつ地上駅である。バトゥ・ケーブス方面の電車は単式ホーム、タンピン方面の電車は島式ホームを使用する。駅舎は東側にありホームとは、構内の跨線橋で結ばれている。
| 1    | 1 スレンバン線（上り） | バトゥ・ケーブス方面       |
| 2・3 | 1 スレンバン線（下り） | KLセントラル・タンピン方面 |

## 駅周辺
- The Saffron（コンドミニアム）
- ザ・フェンネル（マンション）
- ラピドKLスントゥル・ティモール駅（マレー語版）（730m北西の位置にあり、乗り換え駅ではない。）
- ラピドKLスントゥル駅（マレー語版）（900m南西の位置にあり、乗り換え駅ではない。）

## 隣の駅
マレー鉄道
1 スレンバン線
バトゥ・クントンメン駅 (KC02) - スントゥル駅 (KC01) - プトラ駅 (KA04)